# Червено-жълта брадатка
Червено-жълта брадатка (Trachyphonus erythrocephalus) е вид африканска птица от разред Кълвачоподобни. Разпространена е в източната част на континента и се характеризира с добре изразен полов диморфизъм.

## Общи сведения
Африканският кълвач се характеризира с яркото пъстро черно, жълто, червено и бяло оперение. Женските и младите птици са по-светли и невзрачни.

## Подвидове и разпространение
Кълвачът има три подвида както следва:
- Trachyphonus erythrocephalus erythrocephalus, разпространен от централна Кения до североизточна Танзания.
- Trachyphonus erythrocephalus versicolor, разпространен от югоизточен Судан до североизточна Уганда и от югозападна Етиопия до Северна Кения.
- Trachyphonus erythrocephalus shelleyi, разпространен в Сомалия и източна Етиопия.[2]

## Начин на живот и хранене
Видът избягва едновременно както открити, така и гъсто залесени области. Предпочита пресечени терени като корита на реки, скали или термити могили. Той гнезди в издълбани дупки или близо до земята. Птиците са всеядни. Хранят се със семена, плодове и безгръбначни. Перата им се използват за украса от представителите на местните племена.